# Khorram
Khorram (persiska: خرم) är en ort i Iran.   Den ligger i provinsen Khorasan, i den nordöstra delen av landet, 700 km öster om huvudstaden Teheran. Khorram ligger 1 720 meter över havet och antalet invånare är 610.
Terrängen runt Khorram är kuperad söderut, men norrut är den platt.Runt Khorram är det ganska glesbefolkat, med 25 invånare per kvadratkilometer. Närmaste större samhälle är Robāţ-e Sang, 4,9 km öster om Khorram. Trakten runt Khorram består i huvudsak av gräsmarker.